# Chung Kuo (serie de romane)
Chung Kuo este o serie de romane scrise de autorul american David Wingrove în genul space opera.

## Seria originală
- The Middle Kingdom (1989)
- The Broken Wheel (1990)
- The White Mountain (1992)
- The Stone Within (1993)
- Beneath the Tree of Heaven (1994)
- White Moon, Red Dragon (1994)
- Days of Bitter Strength (1997)
- The Marriage of the Living Dark (1999)

## Chung  Kuo – Regatul de Mijloc
Chung  Kuo – Regatul de Mijloc (The Middle Kingdom) este un roman science-fiction din 1989 scris de autorul american David Wingrove în genul space opera.

### Povestea
Chung  Kuo (China) cucerește în 2062 Japonia, bombardând nuclear Tokyo și Kyoto. Japonia este rasă de pe hartă, la fel și Africa și rasa neagră. Eurasia este cucerită de China și toată civilizația umană ia un alt curs. Istoria, în următoarele două secole va deveni un domeniu interzis. Deasupra Europei și Americii sunt construite uriașe orașe suspendate care vor acoperi Pământul cu umbra lor, formându-se ghețari pe țările odinioară populate.
La sfârșitul secolului al XXII-lea, când are loc acțiunea cărții, într-un moment de redeșteptare a cunoștințelor populațiilor caucaziene, pe Pământ domnește un consiliu de șapte T’ang (un fel de împărați), după legi medievale. Violența este un mod de viață, zeci de miliarde de oameni trăiesc pe coridoarele orașului celest, în zonele subterane sau în noroiul de sub orașe.

### Critica
La ora actuală un cetățean din cinci este chinez, dar populația nu este în creștere. Terorismul și violența sunt mai degrabă fenomene ale civilizației occidentale. Idei ca interzicerea călătoriilor spațiale sau pornirea războiului din 2062 de către chinezi pentru cucerire și unificare a planetei par să aibă șanse mici să se împlinească vreodată.